# Sarajevo Spartans 2015
Questa voce raccoglie le informazioni riguardanti i Sarajevo Spartans nelle competizioni ufficiali della stagione 2015.

## AAFL 2015

### Stagione regolare
| 29 marzo 2015 | Sarajevo Spartans | 6 – 45 | Alp Devils |  |

| 11 aprile 2015 | Sarajevo Spartans | 0 – 31 | Maribor Generals |  |

| 18 aprile 2015 | Sarajevo Spartans | 0 – 21 | Zagreb Patriots |  |

| 9 maggio 2015 | Alp Devils | 27 – 6 | Sarajevo Spartans |  |

| 16 maggio 2015 | Zagreb Patriots | 29 – 6 | Sarajevo Spartans |  |

| 30 maggio 2015 | Maribor Generals | 33 – 0 | Sarajevo Spartans |  |

## Statistiche di squadra
| Competizione      | %Vittorie | In casa | In casa | In casa | In casa | In casa | In casa | In trasferta | In trasferta | In trasferta | In trasferta | In trasferta | In trasferta | Totale | Totale | Totale | Totale | Totale | Totale |
| Competizione      | %Vittorie | G       | V       | N       | P       | Pf      | Ps      | G            | V            | N            | P            | Pf           | Ps           | G      | V      | N      | P      | Pf     | Ps     |
| ----------------- | --------- | ------- | ------- | ------- | ------- | ------- | ------- | ------------ | ------------ | ------------ | ------------ | ------------ | ------------ | ------ | ------ | ------ | ------ | ------ | ------ |
| Stagione regolare | .000      | 3       | 0       | 0       | 3       | 6       | 97      | 3            | 0            | 0            | 3            | 12           | 89           | 6      | 0      | 0      | 6      | 18     | 186    |
| Totale            | .000      | 3       | 0       | 0       | 3       | 6       | 97      | 3            | 0            | 0            | 3            | 12           | 89           | 6      | 0      | 0      | 6      | 18     | 186    |